# Mantia regală a României
Mantia regală a României este veșmântul ceremonial (mantia regală) purtat de Regii și Reginele României cu prilejul încoronării și cu alte ocazii oficiale de importanță majoră.
Până în prezent, există două asemenea mantii românești, obiecte de patrimoniu național, care au fost purtate de Majestățile Lor Regele Ferdinand și Regina Maria la încoronarea ca Regi ai României Mari, petrecută la 15 octombrie 1922 în Catedrala Încoronării din Alba Iulia.
Mantiile regale românești fac parte, alături de celelalte însemne ale regalității române (regalia: coroana Regelui, coroana Reginei, buzduganul, pavilionul regal și cifrul regal) dintre simbolurile naționale fundamentale.
În prezent, mantia Regelui Ferdinand și cea a Reginei Maria se găsesc expuse la Muzeul Național găzduit în Castelul regal Peleș.

## Mantia Regelui Ferdinand
Mantia Regelui Ferdinand este confecționată din catifea vișinie, cu guler și tivuri din blană albă de hermină și este brodată cu fir de aur. Pe spatele mantiei sunt reprezentate simbolurile heraldice ale provinciilor românești (Muntenia, Moldova, Transilvania, Banatul și Dobrogea), precum și armele Casei de Hohenzollern. Broderiile de pe suprafața mantiei conțin Crucea Ordinului „Mihai Viteazu”.
Mantia a fost confecționată la ateliere din Viena, după planurile lui artistului Costin Petrescu, pictorul Familiei Regale.

## Mantia Reginei Maria
Mantia Reginei Maria este confecționată din lamé auriu și mătase, cu broderii cu fir de aur și pietre semiprețioase. Pe spatele mantiei sunt reprezentate stemele provinciilor istorice ale României Mari, stema Casei de Hohenzollern și stema Familiei de Edinburgh, în care se născuse Regina.
Concepția artistică a veșmântului aparține tot pictorului Petrescu, iar realizarea s-a făcut la Școala de sericicultură și țesătorie din București.